# 瓦克斯霍爾姆

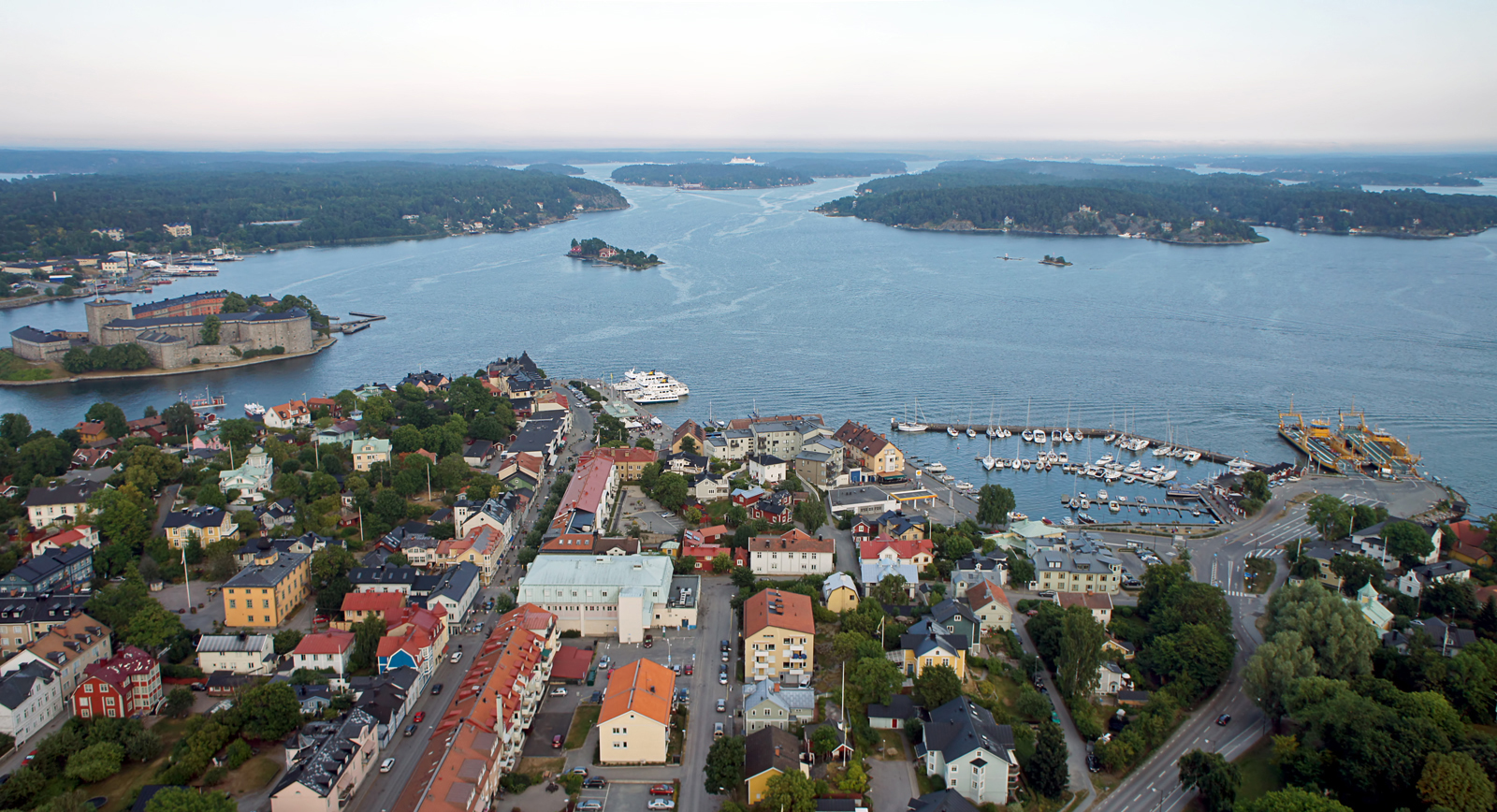
瓦克斯霍爾姆

瓦克斯霍爾姆（瑞典語：Vaxholm）是位於瑞典斯德哥爾摩省的一個城市，是瓦克斯霍爾姆市鎮的行政中心所在地。瓦克斯霍爾姆建市於1558年。2010年，瓦克斯霍爾姆有人口4857人。瓦克斯霍爾姆是斯德哥爾摩郊外的度假城市之一。